# دتلف داممیر
دتلف داممیر (انگلیسی: Detlev Dammeier؛ زادهٔ ۱۸ اکتبر ۱۹۶۸) بازیکن فوتبال اهل آلمان است که در پست هافبک بازی می‌کرد.
از باشگاه‌هایی که در آن بازی کرده‌است می‌توان به باشگاه فوتبال وولفسبورگ، باشگاه فوتبال هانوفر ۹۶، باشگاه فوتبال هامبورگ، و باشگاه فوتبال آرمینیا بیله‌فلد اشاره کرد.
وی همچنین در تیم ملی فوتبال زیر ۲۱ سال آلمان بازی کرده‌است.